# Berry Groen
Hendrika Luberta (Berry) Groen (Amsterdam, 22 april 1949) is een GroenLinks-politicus. Zij was van 1998 tot 4 januari 2010 burgemeester van Uithoorn. Zij zit een college van PvdA, VVD en het CDA voor. Zelf is zij verantwoordelijk voor de portefeuilles Algemene Bestuurlijke Zaken, Openbare Orde en Veiligheid en Intergemeentelijke samenwerking.
Tussen 1960 en 1964 bezocht zij het HBS-A. Tussen 1982 en 1986 was zij duogemeenteraadslid voor de CPN in Amsterdam samen met Tara Oedayraj Singh Varma en Bert Holvast. Zij was daarmee een van de eerste duo-raadsleden en was duo van het raadslid Riek Hoogkamp. Tussen 1987 en 1992 was zij deelraadwethouder in Amsterdam-Zuidoost voor een gezamenlijke lijst van de CPN en het Progressief Migrantenblok. Tussen 1992 en 1998 was zij burgemeester van Oostzaan. Zij was daarmee de eerste benoemde burgemeester van GroenLinks. Tussen 1993 en 2004 zat zij de werkgroep Raads- en Statenwerk en de burgemeesterswerkgroep van GroenLinks voor. Naast haar burgemeesterschap was zij zes jaar lang voorzitter van E-Quality, een kenniscentrum op het gebied van emancipatie en diversiteit. Als burgemeester was zij president-commissaris van het lokale nutsbedrijf, en ze kwam daarmee op de 79e plaats in de top 100 machtigste vrouwen van Opzij.